# Lynx (motoneige)
Pour les articles homonymes, voir Lynx (homonymie).
Lynx est un constructeur finlandais de motoneiges, filiale de la multinationale canadienne Bombardier Produits récréatifs (BRP), depuis 1988. Elles sont équipées du moteur Rotax de Bombardier, utilisé également sur les motoneiges Ski-Doo, autre marque du groupe Bombardier Produits récréatifs.
C'est la seule marque européenne de motoneiges. Plus de 300 personnes travaillent à l'usine de Rovaniemi de Lynx, où sont aussi assemblés certains modèles de motoneiges Ski-Doo et de VTT Can-Am.
En 2021, BRP a commencé à exporter en Amérique du Nord les motoneiges Lynx. C'est la première fois depuis des décennies qu'une nouvelle marque de motoneige est introduite dans ce marché. Elles visent un style de conduite très actif destiné aux parcours hors sentiers et dans la neige poudreuse.